# The Single Factor
Albums de Camel
Nude
(1981) Stationary Traveller
(1984)
The Single Factor, sorti en 1982, est le neuvième album studio du groupe rock progressif britannique Camel. L’album a été enregistré à cause d’obligations contractuelles, créé sous la pression de Decca Records pour produire un single, et le caractère "sur commande" de sa composition a donné lieu à une sélection de chansons décrites comme "impaires" sur le site officiel du groupe.  Contrairement aux précédents albums de Camel, The Single Factor se compose exclusivement de compositions plus courtes d’une durée de 3 à 5 minutes.
Le guitariste Andrew Latimer était le seul membre d'origine restant, bien que le claviériste original Peter Bardens soit revenu pour une apparition en tant qu'invité sur 'Sasquatch'. Selon les notes de la pochette, le batteur original Andy Ward, apparu dans tous les albums précédents de Camel, était maintenant absent "à la suite d'une blessure grave à la main"; Des années plus tard, il fut révélé qu'il avait été contraint de prendre sa retraite en raison de problèmes de santé mentale. On y retrouve Anthony Phillips, ancien guitariste de Genesis aux claviers et à la guitare.
L'album a été réédité le 8 septembre 2009 par Esoteric Recordings avec une version bonus de "You Are the One".

## Titres
Toutes les chansons sont d'Andrew Latimer, sauf mention contraire.

### Face 1
1. No Easy Answer – 2:59
2. You Are the One – 5:25
3. Heroes (Latimer, Susan Hoover) – 4:52
4. Selva – 3:34
5. Lullabye – 0:59

### Face 2
1. Sasquatch – 4:44
2. Manic (Latimer, Hoover) – 4:28
3. Camelogue (Latimer, Hoover) – 3:44
4. Today's Goodbye (Latimer, Hoover) – 4:10
5. A Heart's Desire (Latimer, Hoover) – 1:11
6. End Peace (Latimer, Anthony Phillips) – 2:55

## Musiciens
- Andrew Latimer : chant, guitare, basse (7), piano, claviers, mellotron (7), orgue (9), flûte (3)
- David Paton : basse, chant (3), chœurs
- Chris Rainbow : chant (10), chœurs
- Anthony Phillips : orgue (3, 7), piano (3, 7, 11), Polymoog (7, 11), ARP 2600 (11), marimba (11), guitare acoustique (4), guitare 12 cordes (6)
- Graham Jarvis : batterie
- Peter Bardens : orgue, Minimoog (6)
- Haydn Bendall (en) : synthétiseur Yamaha CS-80 (3)
- Duncan Mackay : synthétiseur Prophet (4)
- Francis Monkman (en) : synclavier (7)
- Dave Mattacks : batterie (3)
- Simon Phillips : batterie (6)
- Tristan Fry (en) : glockenspiel (7)
- Jack Emblow : accordéon (10)